# Longos
Longos (altgriechisch Λόγγος Lóngos, in lateinischer Form: Longus) war ein griechischer Schriftsteller der Antike. Er ist der Autor des berühmten Hirten- und Liebesromans Daphnis und Chloe und der Zweiten Sophistik zuzuordnen.

## Leben
Über sein Leben ist uns gar nichts bekannt. Alle Spekulationen zu seiner Herkunft fußen auf seinem einzigen Werk, dem Roman Daphnis und Chloe, das auf der Insel Lesbos handelt. Daher wurde er manchmal „Longos von Lesbos“ genannt. Die Herkunft ist jedoch durch nichts zu beweisen. Gleichwohl scheint Longos die Topographie von Lesbos gut gekannt zu haben, wie aus den Entfernungsangaben und Beschreibungen in seinem Roman hervorgeht.
Auch die Lebenszeit des Longos lässt sich nur aus seinem Roman erschließen, dessen Abfassungszeit aufgrund stilistischer und inhaltlicher Besonderheiten sowie aufgrund einiger Realien heute allgemein in das Ende des 2. Jahrhunderts n. Chr. gesetzt wird.

## Name
Der Name Longos war in der Antike häufig und ist auch durch Inschriften aus Lesbos belegt. Obwohl der Name Longos für den Autor von Daphnis und Chloe heute allgemein anerkannt ist, gab es Zweifel an seiner Echtheit. Wir besitzen nämlich nur zwei Handschriften, in denen der Roman überliefert ist. Der Codex Vaticanus bietet die folgende Überschrift des ersten Buches des Romans: ΛΟΓΓΟΥ ΠΟΙΜΕΝΙΚΩΝ ΤΩΝ ΚΑΤΑ ΔΑΦΝΙΝ ΚΑΙ ΧΛΟΗΝ ΛΟΓΟΣ ΠΡΩΤΟΣ, also: „Des Longos Hirtengeschichten über Daphnis und Chloe, erstes Buch“. Der Codex Florentinus bietet statt ΛΟΓΓΟΥ als Angabe des Autors ΛΟΓΟΥ, also „des Logos“. Da jedoch auch der Codex Olomucensis, der ein Exzerpt des Romans enthält, den Autor als Longos bezeichnet, wird es sich im Codex Florentinus um einen Abschreibfehler handeln.

## Werk
Longos vermischt in seinem Roman Elemente des antiken Liebes- und Abenteuerromans mit Motiven der Bukolik und entwickelt dabei eine eigene Art der Poesie in Prosa. Dabei legt der Autor seinem Erzähler einen Stil in den Mund, der in seiner Schlichtheit den Protagonisten, den einfachen Hirten, entspricht. Diesen verfeinert er aber durch virtuose Rhythmisierung und zahlreiche Endreime.
Daphnis und Chloe werden als Säuglinge von ihren reichen Eltern ausgesetzt und von Hirten aufgefunden. Zu Beginn der Handlung ist er 15 Jahre alt, sie 13. Beide wachsen gemeinsam in gegenseitiger und unverdächtiger Zuneigung auf. Die Entwicklung dieser Zuneigung zur Liebe ist das Hauptthema des Romans. Der Liebesgott Eros fungiert bei Longos zugleich als Antriebsquelle der Dichtung, und darum ist der Roman auch ihm geweiht. Die Entführungen durch Piraten und andere Antagonisten, die sonst ein handlungstreibendes Element der antiken Romane darstellen, sind bei Longos zwar vorhanden, doch führen sie nicht zu ausgedehnten Irrfahrten, sondern bestärken unser Liebespaar auf seiner inneren Reise zum Erreichen der wahren Liebe. Schließlich werden die reichen Eltern gefunden, und das Liebespaar darf glücklich heiraten. Dennoch geben Daphnis und Chloe das schlichte Hirtenleben nicht auf.
Laaths Geschichte der Weltliteratur beschreibt das Werk als dem "allgemeinen Zuschnitt antiker Romane auf kunstvolle und durchaus poetische Weise" entsprechend, über dessen Geschehen ein märchenhafter Glanz schwebt, der im Walten des Eros "die lieblich verklärte, aber auch geheimnisvolle Weite des beglückendes Gottes" verkündet. Auch Goethe habe dieses literarische Werk geschätzt.

## Ausgaben und Übersetzungen
Die maßgebliche textkritische Ausgabe ist die von Michael D. Reeve (Teubner, Leipzig 1982). Die als klassisch geltende Übersetzung ins Deutsche ist die von Friedrich Jacobs (Stuttgart 1832). Eine weit verbreitete und oft neu aufgelegte Übersetzung ist die von Otto Schönberger (Sammlung Tusculum, zuerst Berlin 1960). In der Collection Budé erschien 1987 die Ausgabe mit französischer Übersetzung von J.-R. Vieillefond. In der Loeb Classical Library erschien 2009 die Ausgabe mit englischer Übersetzung von Jeffrey Henderson. Die deutsche Übersetzung, die auch die Reime und den Rhythmus nachahmt, ist die von Ondřej Cikán und Georg Danek (Wien, Prag 2018).